# 禮樂站
禮樂站是广珠城际铁路江門支線的高架車站，位於广东省江门市江海区礼乐街道新民乡乐民街，于2024年1月10日启用。

## 车站结构
本站为高架三层侧式车站。车站南北两侧均设有高三层的站房，是江门段唯一设置双站房的车站。
| 地上三层 | 侧式站台 | 侧式站台                            | 侧式站台 | 侧式站台 |
|          | 2站台    | 广珠城际 广州南方向（下站：江门东） |          |          |
|          | 1站台    | 广珠城际 江门方向（下站：新會）     |          |          |
|          | 侧式站台 |                                     |          |          |
| 地上二层 | 站厅     | 售票处、候车区                      |          |          |
| 地面     | 出口     | 进站口、出站口                      |          |          |

## 历史
本站前称新民站，广珠城际开通前夕定名礼乐站。
礼乐站已随广珠城际同步建成，但因预计客流不足，迟迟未开放；直到2024年1月10日才开通客运业务。

## 利用状况
礼乐站开通初期，每日停靠四趟列车，广州、江门方向各两列。